# Stigmella carpinella
Stigmella carpinella là một loài bướm đêm thuộc họ Nepticulidae. Nó được tìm thấy ở from Thụy Điển to Bỉ, Anpơ, Croatia và Bulgaria, và from Đảo Anh to Ukraina.
Sải cánh dài 5–6 mm. Con trưởng thành bay at the end of tháng 4.
Ấu trùng ăn Carpinus betulus, Carpinus orientalis và Ostrya carpinifolia. Chúng ăn lá nơi chúng làm tổ. 